# Коман, Кингсли
Кингсли́ Жунио́р Кома́н (фр. Kingsley Junior Coman, французское произношение: [kiŋslɛ ʒy.njɔʁ kɔman, -mɑ̃]; род. 13 июня 1996, Париж) — французский футболист, полузащитник саудовского клуба «Ан-Наср» и сборной Франции. Участник чемпионата Европы 2020. Серебряный призёр чемпионата Европы 2016 и чемпионата мира 2022. Бронзовый призёр чемпионата Европы 2024.
Воспитанник академии «Пари Сен-Жермен». Прошёл через все юношеские команды Франции, а в 2016 году дебютировал в основном составе и поехал на домашний чемпионат Европы.
На протяжении 12 сезонов подряд выигрывал национальные чемпионаты трех стран: Франции, Италии, Германии.

## Клубная карьера

### Ранние годы
Кингсли родился в Париже, его родители из Гваделупы. Свою футбольную карьеру начал в шесть лет с клуба «Сенар-Муасси». В 2005 году попал в систему «Пари Сен-Жермен», в которой пробыл вплоть до своего совершеннолетия.

### «Пари Сен-Жермен»
Его дебют в чемпионате Франции состоялся 17 февраля 2013 года в матче против «Сошо» (заменил на 87-й минуте Марко Верратти). Он стал самым молодым дебютантом в истории ПСЖ (16 лет, 8 месяцев и 4 дня). По итогам сезона стал чемпионом Франции. В следующем году провёл ещё два матча, вновь стал чемпионом страны, смог проявить себя в юношеской сборной Франции.

### «Ювентус»
В 2014 году Коман подписал пятилетний контракт с «Ювентусом» на правах свободного агента. Он сказал, что им также интересовались «Арсенал», «Ливерпуль», «Ньюкасл Юнайтед», «Тоттенхэм Хотспур», «Байер», «Бавария» и «Бордо». В «Бордо» Комана приглашал главный тренер Вилли Саньоль, которого футболист знал по молодёжной сборной Франции. По словам Комана, этот вариант заставил его «серьёзно задуматься». Однако он уже думал о «Ювентусе». 30 августа Коман сыграл свой первый матч за туринский клуб (на позиции нападающего), выйдя в основном составе и проведя на поле 68 минут. Главный тренер «Ювентуса» Массимилиано Аллегри отметил, что «молодой Коман играл как ветеран. Он обладает большим классом и серьёзным характером. Он пока ещё молодой парень, и нам нужно дать ему возможность расти, но уже сейчас видно, что у него есть настоящий талант». В сезоне 2014/15 выступал очень мало, проведя менее 500 минут в основной команде «Юве». Свой единственный гол забил 16 января в противостоянии с «Вероной» (6:1). 5 июня 2015 года провёл две минуты в финальном поединке Лиги чемпионов.

### «Бавария»
Летом 2015 года на Комана претендовали клубы Лиги 1 и «Бавария». В Турине отказались расставаться с игроком, однако согласились отдать его в аренду. Переговоры длились на протяжении всего трансферного окна и завершились лишь за день до его закрытия. 30 августа 2015 года Коман перешёл на правах аренды в «Баварию» со сроком на 2 года (до 30 мая 2017 года) с возможностью последующего выкупа за фиксированную цену 25 миллионов евро. Его дебют состоялся 12 сентября в матче против «Аугсбурга», Коман вышел на 56 минуте, заменив Артуро Видаля. Свой первый гол за «Баварию» Коман забил 19 сентября 2015 года на 63-й минуте в матче против «Дармштадта». За пару дней до этого отметился двумя голевыми передачами в дебютном матче Лиги чемпионов против «Олимпиакоса» (3-0). Он регулярно забивал и отдавал результативные передачи, выходя на поле в стартовом составе. 12 марта Коман отметился тремя голевыми передачами в матче против «Вердера» (5:0). В поединке 1/8 Лиги чемпионов против «Ювентуса» (4:2) Кингсли смог забить гол и отдать голевую передачу, выведя свой клуб в следующий раунд. В мае 2016 года Коман стал чемпионом Германии и обладателем Кубка Германии. На тот момент французу исполнилось всего 19 лет, а он имел за своими плечами уже четыре чемпионских титула в трех разных странах.
27 апреля 2017 года «Бавария» объявила о выкупе Кингсли Комана у «Ювентуса». С игроком подписан новый контракт до 2020 года.
23 августа 2020 года забил ПСЖ в финале Лиги чемпионов 2019/20, принеся «Баварии» победу со счётом 1:0.
12 января 2022 года продлил контракт с клубом до января 2027 года.

## Карьера в сборной
Коман выступал во всех юношеских и молодёжных чемпионатах Европы, играл на нескольких Евро, но особых успехов не добился. 5 ноября 2015 года дебютировал во взрослой сборной Франции в матче против Германии (2:0), по ходу которого были совершены печально известные теракты. 29 марта 2016 года Коман забил дебютный гол, поразив ворота сборной России с передачи Димитри Пайета (4:2).

## Достижения
«Пари Сен-Жермен»
- Чемпион Франции (2): 2012/13, 2013/14
- Обладатель Суперкубка Франции: 2013
- Обладатель Кубка французской лиги: 2013/14

«Ювентус»
- Чемпион Италии: 2014/15
- Обладатель Кубка Италии: 2014/15
- Обладатель Суперкубка Италии: 2015

«Бавария»
- Чемпион Германии (9): 2015/16, 2016/17, 2017/18, 2018/19, 2019/20, 2020/21, 2021/22, 2022/23, 2024/25
- Обладатель Кубка Германии (3): 2015/16, 2018/19, 2019/20
- Обладатель Суперкубка Германии (6): 2016, 2017, 2018, 2020, 2021, 2022
- Победитель Лиги чемпионов УЕФА: 2019/20
- Обладатель Суперкубка УЕФА: 2020
- Победитель Клубного чемпионата мира: 2020

Сборная Франции
- Победитель Лиги наций УЕФА: 2020/21[20]
- Серебряный призёр чемпионата Европы: 2016
- Серебряный призёр чемпионата мира: 2022

## Статистика

### Клубная статистика
| Выступление      | Выступление      | Выступление      | Лига | Лига | Кубок страны | Кубок страны | Еврокубки | Еврокубки | Остальные | Остальные | Итого | Итого |
| Клуб             | Лига             | Сезон            | Игры | Голы | Игры         | Голы         | Игры      | Голы      | Игры      | Голы      | Игры  | Голы  |
| ---------------- | ---------------- | ---------------- | ---- | ---- | ------------ | ------------ | --------- | --------- | --------- | --------- | ----- | ----- |
| Пари Сен-Жермен  | Лига 1           | 2012/13          | 1    | 0    | 0            | 0            | 0         | 0         | 0         | 0         | 1     | 0     |
| Пари Сен-Жермен  | Лига 1           | 2013/14          | 2    | 0    | 0            | 0            | 0         | 0         | 1         | 0         | 3     | 0     |
| Пари Сен-Жермен  | Итого            | Итого            | 3    | 0    | 0            | 0            | 0         | 0         | 1         | 0         | 4     | 0     |
| Ювентус          | Серия А          | 2014/15          | 14   | 0    | 4            | 1            | 2         | 0         | 0         | 0         | 20    | 1     |
| Ювентус          | Серия А          | 2015/16          | 1    | 0    | 0            | 0            | 0         | 0         | 1         | 0         | 2     | 0     |
| Ювентус          | Итого            | Итого            | 15   | 0    | 4            | 1            | 2         | 0         | 1         | 0         | 22    | 1     |
| Бавария          | Бундеслига       | → 2015/16        | 23   | 4    | 4            | 0            | 8         | 2         | 0         | 0         | 35    | 6     |
| Бавария          | Бундеслига       | → 2016/17        | 19   | 2    | 3            | 0            | 2         | 0         | 1         | 0         | 25    | 2     |
| Бавария          | Бундеслига       | 2017/18          | 21   | 3    | 6            | 2            | 5         | 2         | 1         | 0         | 33    | 7     |
| Бавария          | Бундеслига       | 2018/19          | 21   | 6    | 5            | 2            | 3         | 1         | 1         | 1         | 30    | 10    |
| Бавария          | Бундеслига       | 2019/20          | 24   | 4    | 4            | 1            | 9         | 3         | 1         | 0         | 38    | 8     |
| Бавария          | Бундеслига       | 2020/21          | 29   | 5    | 0            | 0            | 7         | 3         | 3         | 0         | 39    | 8     |
| Бавария          | Бундеслига       | 2021/22          | 21   | 6    | 1            | 0            | 9         | 2         | 1         | 0         | 32    | 8     |
| Бавария          | Бундеслига       | 2022/23          | 24   | 8    | 3            | 0            | 7         | 1         | 1         | 0         | 35    | 9     |
| Бавария          | Бундеслига       | 2023/24          | 17   | 3    | 2            | 0            | 7         | 2         | 1         | 0         | 27    | 5     |
| Бавария          | Бундеслига       | 2024/25          | 28   | 5    | 2            | 1            | 11        | 1         | 1         | 2         | 42    | 9     |
| Бавария          | Итого            | Итого            | 227  | 46   | 30           | 6            | 68        | 17        | 11        | 3         | 336   | 72    |
| Всего за карьеру | Всего за карьеру | Всего за карьеру | 245  | 46   | 34           | 7            | 70        | 17        | 13        | 3         | 362   | 73    |

### Матчи за сборную
| Матчи и голы Комана за сборную Франции | Матчи и голы Комана за сборную Франции | Матчи и голы Комана за сборную Франции | Матчи и голы Комана за сборную Франции | Матчи и голы Комана за сборную Франции | Матчи и голы Комана за сборную Франции |
| №                                      | Дата                                   | Оппонент                               | Счёт                                   | Голы                                   | Соревнование                           |
| -------------------------------------- | -------------------------------------- | -------------------------------------- | -------------------------------------- | -------------------------------------- | -------------------------------------- |
| 1                                      | 13 ноября 2015                         | Германия                               | 2:0                                    | —                                      | Товарищеский матч                      |
| 2                                      | 17 ноября 2015                         | Англия                                 | 0:2                                    | —                                      | Товарищеский матч                      |
| 3                                      | 29 марта 2016                          | Россия                                 | 4:2                                    | 1                                      | Товарищеский матч                      |
| 4                                      | 30 мая 2016                            | Камерун                                | 3:2                                    | —                                      | Товарищеский матч                      |
| 5                                      | 4 июня 2016                            | Шотландия                              | 3:0                                    | —                                      | Товарищеский матч                      |
| 6                                      | 10 июня 2016                           | Румыния                                | 2:1                                    | —                                      | Финальные матчи ЧЕ-2016                |
| 7                                      | 15 июня 2016                           | Албания                                | 2:0                                    | —                                      | Финальные матчи ЧЕ-2016                |